# 帕莱杰
帕莱杰（Palej），是印度古吉拉特邦珀鲁杰（Bharuch）县的一个城镇。总人口10872（2001年）。

## 人口
该地2001年总人口10872人，其中男性5723人，女性5149人；0—6岁人口1480人，其中男773人，女707人；识字率68.53%，其中男性为75.41%，女性为60.89%。